# Sousse Médina
Pour les articles homonymes, voir Médina.
Sousse Médina est une délégation tunisienne dépendant du gouvernorat de Sousse.
En 2004, elle compte 29 680 habitants dont 14 791 hommes et 14 889 femmes répartis dans 8 621 ménages et 11 946 logements.